# Elise Konstantin-Hansen
Elise Konstantin-Hansen, född 4 maj 1858 i Frederiksberg i Köpenhamn, död 25 februari 1946 i Ågård på Jylland, var en dansk målare, tecknare, keramiker, textildesigner och skriftställare.

## Biografi
Elise Konstantin-Hansen fick hemundervisning i måleri och teckning av sin far Constantin Hansen, och 1879–1880 av Christen Dalsgaard i Sorø. Senare var hon även elev hos Laurits Tuxen och 1885–1886 hos Gaston Veuvenot Leroux i Paris. Hon sökte 1888 till Kunstakademiets Kunstskole for Kvinder på modellinjen. Som keramiker arbetade hon i Johan Wallmans keramikverkstad i Utterslev tillsammans med Thorvald Bindesbøll, Joakim och Niels Skovgaard och deras syster Suzette Holten samt Theodor Philipsen.
Som målare avbildade hon till en början naturalistiska motiv, och senare alltmer stiliserade motiv och ornamentik. Hon var inspirerad av naturen och fågellivet på Venø där hon ofta uppehöll sig. När hennes syn försämrades i slutet av 1930-talet slutade hon måla och blev istället författare.
Elise Konstantin-Hansen är bland annat representerad i Nationalmuseums samlingar.
Elise Konstantin-Hansen var syster till vävaren Kristiane Constantin-Hansen, och dotter till målaren Sigurd Konstantin-Hansen och direktör Karl Kristian Konstantin-Hansen.

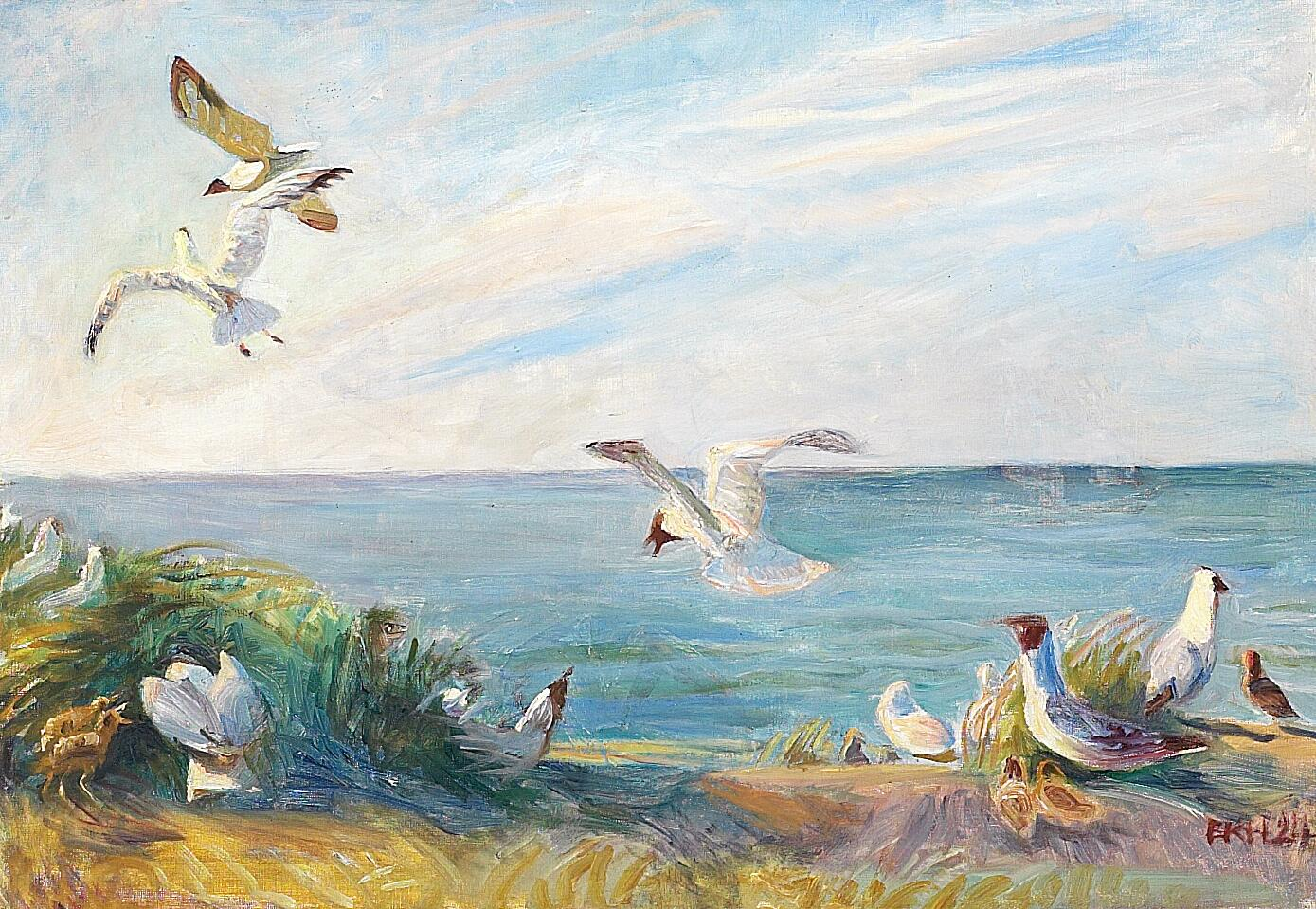
Strandparti med mågekoloni, 1924.